# Abu Musas flygplats
Abu Musas flygplats (persiska: فرودگاه ابوموسی) är en flygplats i Iran. Den ligger i den södra delen av landet, i provinsen Hormozgan. Flygplatsen ligger 7 meter över havet, på ön Abu Musa i Persiska viken.